# Aristolochia baetica
Aristolochia baetica är en piprankeväxtart som beskrevs av Carl von Linné. Aristolochia baetica ingår i släktet piprankor, och familjen piprankeväxter. Inga underarter finns listade i Catalogue of Life.
Blomman är brunaktig till svartlila.